# Acacia lycopodiifolia
Acacia lycopodiifolia é uma espécie de leguminosa do gênero Acacia, pertencente à família Fabaceae.